# Lavie (Isle)
Der Lavie (französisch Ruisseau de Lavie) ist ein kleiner Fluss im Südwesten von Frankreich, der im Département Gironde der Region Nouvelle-Aquitaine nordöstlich der Stadt Libourne verläuft.

## Geografie

### Verlauf
Der Lavie entspringt unter dem Namen Ruisseau du Basque an der Gemeindegrenze von Puisseguin und Lussac, entwässert generell Richtung Westnordwest und mündet nach rund 15 Kilometern im Gemeindegebiet von Saint-Denis-de-Pile als linker Nebenfluss in die Isle. Im Mündungsabschnitt quert der Lavie die Autobahn A 89 und die Bahnstrecke Paris–Bordeaux.

### Orte am Fluss
(Reihenfolge in Fließrichtung)
- Le Basque, Gemeinde Puisseguin
- Lussac
- Baudron, Gemeinde Montagne
- Chéreaux, Gemeinde Lussac
- Les Artigues-de-Lussac
- Coudreau, Gemeinde Saint-Denis-de-Pile